# حير جاموس كبير
حير جاموس كبير قرية سورية تتبع ناحية سلقين في منطقة حارم في محافظة إدلب. بلغ عدد سكانها 833 نسمة في عام 2004 حسب إحصاء المكتب المركزي للإحصاء.